# Eremophila delisseri
Eremophila delisseri är en flenörtsväxtart som beskrevs av Ferdinand von Mueller. Eremophila delisseri ingår i släktet Eremophila och familjen flenörtsväxter. Inga underarter finns listade i Catalogue of Life.